# TGP
TGP står för Thumbnail Gallery Post. Denna förkortning används för pornografiska webbsidor med länkar som innehåller gallerier med så kallade thumbnails, vilket är en mindre bild som länkar till en större version av bilden. Det är det bästa sättet idag[när?] att få sin webbplats uppgraderad utan att man måste byta ut bilder eller länkar. Det går även att använda vanliga länkar (text). Tgp fungerar så att man installerar ett script på sin server – det finns idag en mängd olika men än så länge ingen på svenska språket.[när?] Det man använder scriptet till är att hitta sponsorer, så när folk klickar på en tgp är det meningen att någon ska köpa innehållet från någon sida. Tgp sparar tid för webmasters. Man lägger till länkar till sin tgp-sida via något som kallas fhg. Det går att bestämma vilken tid och dag den enskilda sidan ska uppdateras så att det alltid finns nytt innehåll. 